# Comentário sobre o Cânone da Medicina de Avicena
Comentário sobre o Cânone da Medicina de Avicena é um manuscrito escrito no século XIII pelo médico árabe Ibn al-Nafis, no qual se descreve pela primeira vez a circulação coronária e a circulação pulmonar. O documento foi descoberto em 1924 nos arquivos da Biblioteca Estatal de Berlim. O manuscrito foi traduzido para latim no século XVI pelo médico italiano Andrea Alpago.